# Ширлі Айоркор Ботчвей
Ширлі Айоркор Ботчвей (8 лютого 1963, Аккра) — ганський політик, яка обіймає посаду міністра закордонних справ та регіональної інтеграції Гани. Вона була призначена президентом Гани Нана Акуфо-Аддо міністром закордонних справ 10 січня 2017 р. Вона була членом парламенту від Аньяа-Совутуом з 2013 по 2021 рр. і працювала заступником міністра закордонних справ та державним міністром у Міністерстві водних ресурсів, робіт та житла під керівництвом Джона Куфуора. Вона є членом Нової патріотичної партії.

## Життєпис
Народилася 8 лютого 1963 року в Аккрі. Вона здобула середню освіту в середній школі Святої Марії для дівчат в Корле-Гонно. Вона є випускницею Бізнес-школи Університету Гани (UGBS), Інституту журналістики Гани (GIJ), Інституту менеджменту та державного управління Гани (GIMPA), Центрального коледжу Пітмана, Лондонського університету та Вестмінстерського університету у Великій Британія. Почесний міністр має ступінь управління МВА (опція управління проектами), ступінь магістра з громадських комунікацій, ступінь бакалавра права (LLB), диплом у галузі зв'язків з громадськістю та реклами, а також сертифікат з управління маркетингом.
Ширлі керувала компанією з маркетингу та комунікацій, де вона була консультантом Міністерства туризму. Вона також була керуючім директором компанії Dynacom Limited. Як практик державного управління, вона працювала з різними організаціями, такими як Worldspace Ghana, Комітет з реалізації відчуження, Glaxo Group Research та Hodge Recruitment.
В останній адміністрації під керівництвом президента Джона Куфуора, Айоркор Ботчвей обіймала посаду заступника міністра закордонних справ, інформації, а також міністра торгівлі та промисловості. Вона є законодавцем четвертого скликання і представляла найбільш густонаселений виборчий округ в країні, Вейджа, протягом двох термінів до його демаркації. В даний час вона перебуває на другому терміні, представляючи народ Аньяа/Совутуом.
На партійному рівні почесний міністр обіймала посаду прес-секретаря з питань закордонних справ з 2009 по 2013 рік.
У той же період вона була членом Парламентського комітету у закордонних справах, а згодом — у комітетах з питань призначень, оборони та внутрішніх справ парламенту.
Будучи членом Парламенту ЕКОВАС у 2013—2017 роках, Ширлі Айоркор Ботчвей разом зі своїми колегами допомагала Парламенту Співдружності у виконанні його консультативної ролі при розгляді питань, що стосуються регіону, зокрема, з питань, пов'язаних з основними правами і свободами людини, а також надавала рекомендації інституціям та органам ЕКОВАС. Пані Міністр також була заступником Голови Комітету з питань НЕПАД та Комітету з питань АПРМ.
В даний час вона є членом Комітету з питань комунікацій, а також Комітету з питань гендерних питань та дітей парламенту, де вона працює над вивченням питань, що стосуються комунікацій загалом, а також над вивченням усіх питань, що стосуються гендерних питань та дітей, щоб забезпечити їх включення до всіх відповідних законодавчих актів. У списку кандидатів, представленому парламенту на затвердження 21 січня 2021 року президентом Гани Наною Акуффо-Аддо, пані Ширлі Айоркор Ботчвей була призначена міністром закордонних справ та регіональної інтеграції.